# Rafael Vidal
Rafael Antonio Vidal Castro (Caracas, 6 gennaio 1964 – Caracas, 12 febbraio 2005) è stato un nuotatore e commentatore televisivo venezuelano.
Specializzato nello stile farfalla, ha vinto la medaglia di bronzo nei 200 m farfalla alle Olimpiadi di Los Angeles 1984.
Il 4 agosto del 1984, Vidal, in una delle gare più serrate di quelle Olimpiadi, si piazzò terzo nei 200 delfino davanti al primatista del mondo dei 100 delfino Pablo Morales, e dietro all'australiano Jon Sieben, che vinse l'oro a suon di record del mondo, e a pochi centesimi dal favorito della vigilia, il tedesco Michael Gross, che si classificò secondo. Il tempo con cui vinse il bronzo, 1'57"51, che all'epoca fu record americano, è ancor oggi primato venezuelano dei 200 farfalla.
Muore il 12 febbraio del 2005 all'età di 41 anni in un incidente automobilistico causato da un altro veicolo che stava disputando una gara illegale.

## Palmarès
- Olimpiadi

Los Angeles 1984: bronzo nei 200 m farfalla.
- Giochi panamericani

1983 - Caracas: bronzo nei 100 m e 200 m farfalla.